# Ufficio nazionale per il servizio civile
L'ufficio nazionale per il servizio civile è stato un ufficio della Presidenza del Consiglio dei Ministri della Repubblica Italiana col compito di promuovere e coordinare le attività dei soggetti che optavano per il servizio civile nazionale dopo aver dichiarato obiezione di coscienza al servizio militare obbligatorio.
Il Presidente del Consiglio dei Ministri, con proprio decreto (DPCM), ne disciplinava l'organizzazione e l'attività, nominandone i componenti e stabilisce la durata in carica dell’organo.

## Storia
Venne istituito dalla legge 8 luglio 1998, n. 230 che ne definiva funzioni e compiti. La medesima norma istituì la "Consulta Nazionale per il Servizio Civile"  configurandola quale “organismo permanente di consultazione, riferimento e confronto”. La legge 6 marzo 2001, n. 64 istituì il "Servizio Civile Nazionale"; il successivo d.lgs 5 aprile 2002, n. 77 soppresse tutte le sedi periferiche dell'ente, conferendo alle regioni italiane la promozione di iniziative a livello locale.
Con l’emanazione del DPCM 21 giugno 2012, che modificò il DPCM del 1 marzo 2011, istituì poi il Dipartimento della Gioventù e del Servizio Civile Nazionale, integrando nella medesima struttura - come disposto dai DPCM 15/9/2011, DM 12/12/2003 e DPCM 31/7/2003 - le funzioni proprie del Dipartimento della Gioventù.

## Competenze e funzioni
- la gestione della chiamata e l'impiego degli obiettori di coscienza e la loro assegnazione;
- la stipula delle convenzioni con gli enti pubblici e privati;
- la promozione e la cura della formazione degli obiettori;
- l'aggiornamento dei responsabili degli enti convenzionati;
- la verifica e il controllo del servizio degli obiettori;
- il rispetto delle convenzioni;
- la predisposizione, d'intesa con il Dipartimento della protezione civile, di forme di ricerca e di sperimentazione di difesa civile non armata e non violenta;
- la gestione di un servizio informativo permanente e di campagne annuali di informazione;
- la predisposizione di piani di richiamo in caso di pubblica calamità, la predisposizione dei regolamenti previsti dalla legge.